# Державний сенат Української Держави

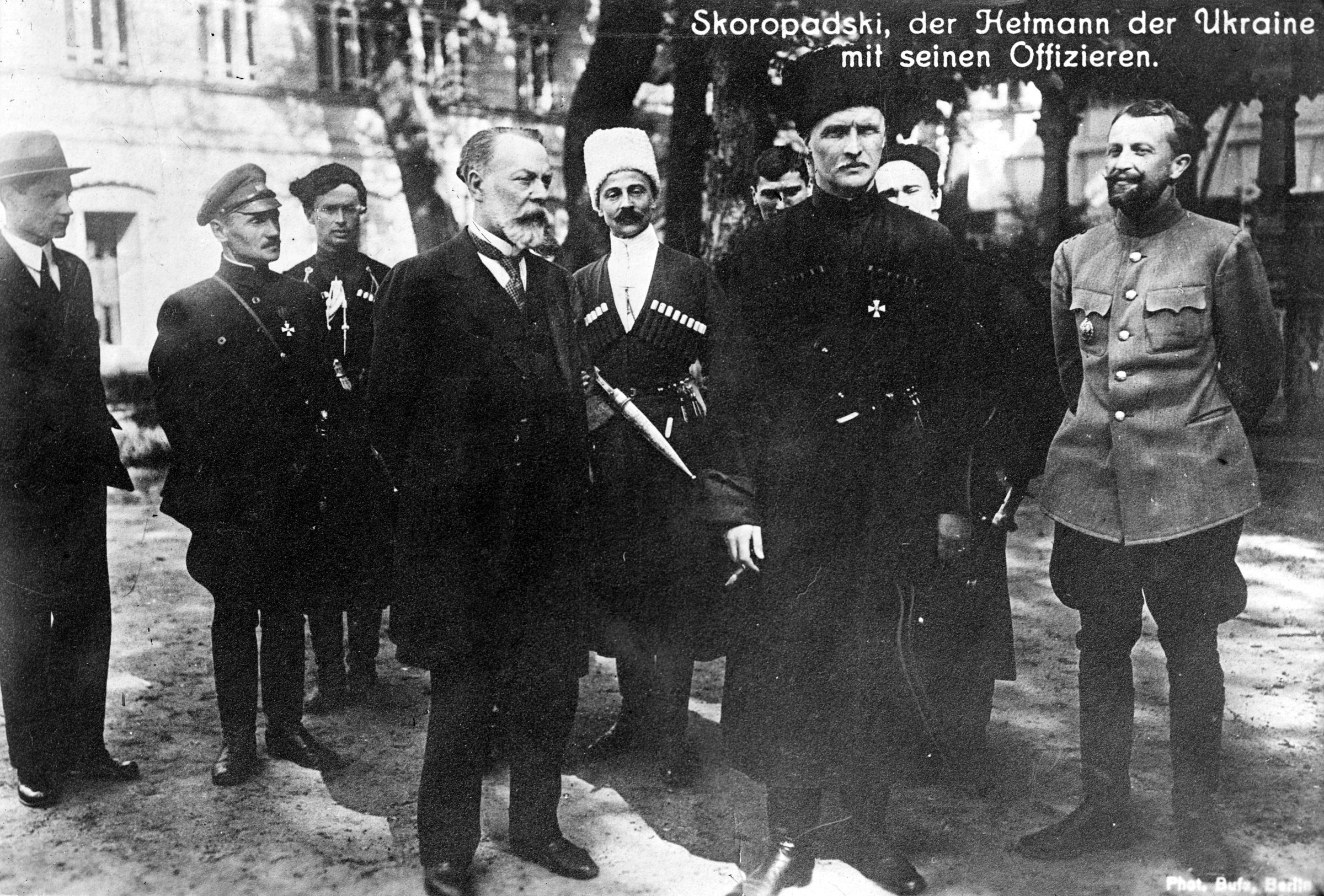
Державний Сенат та Гетьман Скоропадський

Державний Сенат Української Держави — найвищий судовий орган Української держави, який був створений відповідно до закону про утворення Державного Сенату Української держави, затвердженого гетьманом Павлом Скоропадським 8 липня 1918 замість Генерального Суду Української народної республіки. До його складу увійшла більша частина членів Генерального суду УНР.
До компетенції Державного сенату Української держави належав нагляд за діяльністю всіх судів держави у межах, встановлених законом.

## Структура
Установа поділялась на 3 окремі Генеральні суди за спеціалізацією:
- Адміністративний
- Цивільний
- Карний.

До складу Державного сенату входили Президент, сенатори Загального Зібрання і сенатори Генеральних Судів загальною кількістю 45 осіб. Склад судового органу призначався гетьманом після попереднього узгодження кандидатур з Радою Міністрів Української Держави.
До складу сенату та кожного з Генеральних Судів входило по одному прокурору.

## Керівництво
Після утворення Державного сенату його Президентом було призначено Миколу Василенка, який суміщав цю посаду з посадою міністра освіти.
Головами Генеральних Судів було призначено:
- Адміністративного — Д. Носенка
- Цивільного — В. Гусаківського
- Карного — М. Чубинського.